# CS Sporting Liești
Clubul Sportiv Sporting Liești, cunoscut sub numele de Sporting Liești, sau pe scurt Liești, este un club de fotbal profesionist din Liești, județul Galați, România, care evoluează în prezent în Liga a III-a.

## Istoric
Condusă de Doru Buciumeanu din vara anului 2011, Sporting a câștigat Liga a IV-a Galați în sezonul 2011–12, dar a pierdut barajul de promovare în fața celor de la CSM Moinești, câștigătoarea Ligii a IV-a Bacău, cu scorul de 0–5 pe teren neutru, pe Stadionul Municipal din Huși. Promovarea a venit însă la finalul sezonului următor, după ce Sporting a câștigat din nou campionatul județean și a învins FC Gârceni, campioana Ligii a IV-a Vaslui, cu scorul de 5–3, pe Stadionul Letea din Bacău.
Debutul în Liga a III-a a fost dificil pentru Sporting. Buciumeanu a fost înlocuit cu Valentin Kramer cu trei etape înainte de finalul sezonului regulat, iar echipa a terminat pe locul 9. În campania 2013–14, Sporting a încheiat pe locul 10 în play-out-ul Seriei a II-a pentru evitarea retrogradării. Kramer a rămas antrenor și în sezonul 2014–15, conducând echipa până pe locul 10 în Seria I.
Ionuț Niculcea a preluat echipa în vara anului 2015 și a condus Sporting până pe locul 6 în Seria I, în sezonul 2015–16, urmat de trei locuri 8 consecutive în Seria I, în sezoanele 2016–17, 2017–18 și 2018–19. În sezonul 2018–19, Sporting a ajuns și în șaisprezecimile Cupei României, unde a pierdut cu 0–3 în fața celor de la CS Mioveni.
În 2019, Doru Balmuș a fost numit antrenor principal, dar a fost înlocuit în ianuarie 2020 de Ionuț Niculcea. Sezonul 2019–20 a fost întrerupt după 16 etape, la 9 martie 2020, din cauza pandemiei COVID-19, Sporting aflându-se pe locul 10 în Seria I. În sezonul 2020–21, Niculcea a condus echipa până pe locul 6 în Seria a II-a.
Numit inițial ca antrenor interimar după plecarea lui Niculcea, Cristian Brăneț a fost confirmat ca antrenor principal pentru sezonul 2021–22, conducând echipa pe locul 5 în Seria a II-a atât la finalul sezonului regulat, cât și după încheierea rundei de play-out.
În urma unui start modest de sezon 2022–23, cu doar șase puncte obținute în primele șapte etape, Brăneț a fost înlocuit cu Cătălin Savu. Sub conducerea acestuia, Sporting a încheiat sezonul regulat pe locul 6 și a urcat pe locul 5 la finalul play-out-ului din Seria a II-a. În campania 2023–24, echipa a înregistrat un progres notabil, terminând sezonul regulat pe locul 3 și play-off-ul Seriei a II-a pe locul 4.
În sezonul 2024–25, Lieștenii au încheiat sezonul regulat pe primul loc în Seria a II-a, însă au ocupat poziția a doua în play-off, în urma formației Unirea Braniștea, realizând cea mai bună clasare din istoria clubului în Liga a III-a și calificându-se pentru barajul de promovare. Totuși, Sporting nu a îndeplinit cerințele Federației Române de Fotbal privind echipele de juniori și, prin urmare, nu a putut disputa meciul de baraj împotriva celor de la FC Bacău.

## Palmares
Liga a III-a 
- Vicecampioană (1): 2024–25

Liga a IV-a Galați
- Campioană (2): 2011-2012, 2012-2013

Cupa României
- Șaisprezecimi de finală: 2018–19

## Lotul echipei

### Lotul actual
La 6 septembrie 2023.
| Nr. |         | Poziție | Jucător         |
| --- | ------- | ------- | --------------- |
| 1   | România | P       | Cosmin Vădeanu  |
| 2   | România | M       | George Iacob    |
| 3   | România | F       | Andrei Bădilaș  |
| 4   | România | F       | Ionuț Dulgheru  |
| 5   | România | M       | Daniel Munchiu  |
| 6   | România | M       | Bogdan Crihană  |
| 7   | România | M       | David Prepeliță |
| 8   | România | A       | Adrian Grigoraș |
| 9   | România | A       | Viorel Costea   |
| 10  | România | M       | Andrei Mihu     |
| 11  | România | M       | Alexandru Stan  |
| 12  | România | P       | Ionuț Nenu      |

| Nr. |         | Poziție | Jucător                  |
| --- | ------- | ------- | ------------------------ |
| 14  | România | P       | Ionuț Cilighidreanu      |
| 15  | România | M       | David Filip              |
| 16  | România | M       | Cosmin Florea            |
| 17  | România | M       | Robert Podasca           |
| 19  | România | A       | Marius Coman             |
| 20  | România | M       | Gicu Iordache            |
| 22  | România | F       | David Dima               |
| 25  | România | M       | Narcis Sănduc            |
| 29  | România | A       | Alin Țopa                |
| 77  | România | M       | Claudiu Maftei (captain) |
| 98  | România | M       | Ionuț Chiriac            |
| 99  | România | F       | Tiberius Hodorogea       |

### Out on loan
| Nr. |  | Poziție | Jucător |
| --- |  | ------- | ------- |

| Nr. |  | Poziție | Jucător |
| --- |  | ------- | ------- |

## Foști antrenori
- Doru Buciumeanu (2011–2014)
- Valentin Kramer (2014–2015)
- Ionuț Niculcea (2015–2019)
- Doru Balmuș (2019)
- Ionuț Niculcea (2020–2021)
- Cristian Brăneț (2021–2022)
- Cătălin Savu (2022–)

## Parcursul competițional
| Sezon   | Nivel | Divizie                     | Loc | Note | Cupa României |
| ------- | ----- | --------------------------- | --- | ---- | ------------- |
| 2024–25 | 3     | Liga a III-a (Seria a II-a) | 2   |      | Turul III     |
| 2023–24 | 3     | Liga a III-a (Seria a II-a) | 4   |      | Turul II      |
| 2022–23 | 3     | Liga a III-a (Seria a II-a) | 5   |      | Turul I       |
| 2021–22 | 3     | Liga a III-a (Seria a II-a) | 5   |      | Turul II      |
| 2020–21 | 3     | Liga a III-a (Seria a II-a) | 6   |      | Turul II      |
| 2019–20 | 3     | Liga a III-a (Seria I)      | 10  |      | Turul I       |
| 2018–19 | 3     | Liga a III-a (Seria I)      | 8   |      | Șaisprezecimi |
| 2017–18 | 3     | Liga a III-a (Seria I)      | 8   |      | Turul IV      |

| Sezon   | Nivel | Divizie                     | Loc   | Note     | Cupa României |
| ------- | ----- | --------------------------- | ----- | -------- | ------------- |
| 2016–17 | 3     | Liga a III-a (Seria I)      | 8     |          | Turul III     |
| 2015–16 | 3     | Liga a III-a (Seria I)      | 6     |          | Turul I       |
| 2014–15 | 3     | Liga a III-a (Seria I)      | 10    |          | Turul I       |
| 2013–14 | 3     | Liga a III-a (Seria a II-a) | 10    |          | Faza a IV-a   |
| 2012–13 | 4     | Liga a IV-a (GL)            | 1 (C) | Promovat |               |
| 2011–12 | 4     | Liga a IV-a (GL)            | 1 (C) |          |               |
| 2010–11 | 4     | Liga a IV-a (GL)            | 14    |          |               |